# Astrapia bán đảo Huon
Astrapia bán đảo Huon (danh pháp hai phần: Astrapia rothschildi) là một loài thuộc họ chim thiên đường, có kích thước cơ thể trung bình, dài khoảng 69 cm. Con trống có bộ lông màu đen cùng với cái mào ánh xanh, sọc lưng màu xanh-oliu, gáy đầu óng ánh lục-tím có thể vươn dài, và cái đuôi đen hơi tím dài và rộng. Con mái nhỏ hơn con trống, bộ lông màu nâu sẫm, có vạch kẻ nhạt màu trên bụng.
Loài chim ít được biết đến này phân bố ở vùng núi trên bán đảo Huon, trở thành loài đặc hữu của Papua New Guinea. Thức ăn hằng ngày gồm trái cây và các loại hạt.
Danh pháp khoa học được đặt theo tên nhà điểu học Lord Walter Rothschild, người Anh.
Astrapia bán đảo Huon sống trong một khu vực hạn hẹp, được xếp loại Ít quan tâm theo Sách đỏ IUCN; nó được liệt trong Phụ lục II, Công ước CITES của Liên hợp quốc.